# 峰竜太のミネスタ
『峰竜太のミネスタ』（みねりゅうたのミネスタ）は、2012年10月1日から2016年9月30日までラジオ日本で放送されていた朝のワイド番組である。全1020回。

## 出演者

### メインパーソナリティ
- 峰竜太
- ラジオ日本アナウンサー - 峰がスケジュールの都合で出演できない日にピンチヒッターを務めた。

### アシスタント
- 吉見由香（2012年10月 - 2013年3月）
- 高橋友希（2013年4月 - 2013年12月）
- 半田あい（2014年1月 - 2016年9月） - 通称：コテちゃん。

### リポーター
- 下嶋兄 - 峰の実子。
- ラジオ日本アナウンサー

## 放送時間
- 月曜 - 木曜 9:00 - 11:30、金曜 9:00 - 11:00。中央競馬の平日・祝日開催がある日には競馬中継が優先され、番組は放送休止となった。

## タイムテーブル

### 2015年1月まで
- 9:05 ニュースのミネ（峰がニュース、天気、新聞のローカルニュースについて語るコーナー）
- 9:20 快適生活ラジオショッピング
- 9:25 投稿FAXの紹介、ミネスタ川柳
- 9:30 ラジオ日本ニュース（提供：読売新聞、NNN）、天気予報、交通情報
- 9:32 スポーツニュース（プロ野球（主に中日ドラゴンズと読売ジャイアンツ）、サッカー日本代表、大相撲の話題が中心）
- 9:45 ラジオ日本ニュース、天気予報
- 9:50 日テレ一押しチョイス！
- 9:55 投稿FAXの紹介、ミネスタ川柳
- 10:00 ラジオあの街この街（様々な街の歴史、名物、グルメ情報を1週間にわたって紹介するコーナー）
- 10:15 ミネスタスペシャル（ゲストコーナー。ゲスト不在の日には「プロ野球サミット」としてリスナートーク[要説明]。10:30からは交通情報を伝えていた。また2014年10月からは、金曜日のみ10:35から流行語解説のコーナー「こて辞苑」を行っていた）
- 10:45 ラジオ日本ショップ ラジオショッピング（金曜日にはエンディングまで投稿FAXとメールの紹介）
- 10:50 聞いてよミネさん（悩み相談のコーナー）
- 10:55 投稿FAXの紹介、ミネスタ川柳
- 11:00 ラジオ日本ニュース、天気予報、交通情報
- 11:05 あの日聞いた思い出リクエスト（2014年10月からは「ミネスタジュークボックス」と題して実施）
- 11:10 投稿FAXの紹介、ミネスタ川柳
- 11:15 交通情報
- 11:17 ポシュレラジオショッピング
- 11:25 エンディング

### 番組終了時点
- 9:10 ニュースのミネ
- 9:20 快適生活ラジオショッピング（金曜日を除く）
- 9:25 投稿FAXとメールの紹介
- 9:30 ラジオ日本ニュース、天気予報、交通情報
- 9:32 スポーツニュース
- 9:45 ラジオ日本ニュース、天気予報
- 9:50 日テレ一押しチョイス！
- 9:55 投稿FAXの紹介、メール
- 10:00 ミネスタスペシャル（金曜日には10:18から「こて辞苑」を実施）
- 10:30 ラジオあの街この街
- 10:45 ラジオ日本ショップ ラジオショッピング（金曜日にはエンディングまで投稿FAXとメールの紹介）
- 10:55 投稿FAXの紹介、ミネスタ川柳
- 11:00 ラジオ日本ニュース、天気予報、交通情報
- 11:05 聞いてよミネさん
- 11:10 投稿FAXとメールの紹介
- 11:15 交通情報
- 11:25 エンディング

## 備考
東京都銀座に長野県のアンテナショップ「銀座NAGANO」がオープンしてからは、同店内からの公開生放送を定期的に行っていた。ショップが10時に開店する関係上、9時台には開店準備中の店内で番組進行という形になった。